# Sokoleț, Burgas
Sokoleț (în bulgară Соколец) este un sat în comuna Ruen, regiunea Burgas,  Bulgaria. 

## Demografie
Componența etnică a satului Sokoleț
     Turci (99,66%)
     Nicio identificare (0,33%)
     Altele (0%)
La recensământul din 2011, populația satului Sokoleț era de 599 locuitori. Din punct de vedere etnic, majoritatea locuitorilor (99,66%) erau turci. Pentru 0,33% din locuitori nu este cunoscută apartenența etnică.